# ديريك ميتشيل
ديريك ميتشيل (بالإنجليزية: Derek Mitchell)‏ هو دبلوماسي أمريكي، ولد في 16 سبتمبر 1964 في أتلانتا في الولايات المتحدة.

## وصلات خارجية
- ديريك ميتشيل على موقع إن إن دي بي (الإنجليزية)